# Marguerite de Durazzo
Marguerite de Durazzo (le 28 juillet 1347 – Acquamela, le 6 août 1412) reine consort de Naples, de Hongrie et de Croatie, princesse d'Achaïe,. Elle est l'épouse de Charles III de Naples et régente de ce royaume avant la majorité de son fils.
Elle est la quatrième fille de Charles de Durazzo (1323–1348) et de Marie de Calabre.

## Mariage
En février 1369, à l'âge de 22 ans, Marguerite épouse son cousin paternel Charles III de Naples, fils de Louis de Gravina. Le couple a trois enfants :
- Marie de Durazzo (1369–1371) ;
- Jeanne II de Naples (23 juin 1373 – 2 février 1435) ;
- Ladislas Ier de Naples (11 février 1377 – 6 août 1414).

Son mari hérite de la couronne napolitaine en 1381, à la mort de la reine Jeanne, restée sans héritier. Après le décès de Louis le Grand, en 1385, elle est invitée à monter au trône hongrois par le parti des Horváti, s'opposant à la reine Marie et la mère de celle-ci, la reine veuve Élisabeth. Fin 1385 son mari est couronné, mais Élisabeth le fait assassiner en février 1386. Le parti des Horváti accepte alors le fils de Charles, le prince Ladislas, alors âgé de neuf ans, pour roi ; entre 1385 et 1390, pendant la minorité de Ladislas, la reine Marguerite restée veuve régente le royaume de Naples. Elle insiste à ce que ses partisans hongrois vengent la mort de son mari, ce qui se réalise bien vite : lors de la révolte des territoires méridionaux, que les reines Marie et Élisabeth tentent d'étouffer, celles-ci sont capturées par les Horváti et emmenées au château-fort de Novigrad, où la reine-mère fut, sur ordre de l'évêque Paul Horváti, étranglée en janvier 1387. Balázs Forgách, l'échanson-chef, assassin de Charles, eut le même sort - et sa tête - témoignant qu'il a bien été exécuté, fut envoyée à Naples, à la reine Marguerite.
Le 20 juillet de cette même année, Marguerite fait empoisonner sa sœur aînée, Jeanne de Durazzo, et son époux, Robert IV d'Artois, alors qu'ils séjournent au Castel dell'Ovo.
Elle remet les rênes du pouvoir à son fils, le prince Ladislas, en 1390, et se retire à Salerne. Par la suite elle vit à Acquamela, où elle décède le 6 août 1412. Elle est une femme catholique croyante, et dans les dernières années de sa vie elle entre dans le Tierce Ordre des Franciscains. Conformément à ses dernières volontés elle est ensevelie dans la cathédrale de Salerne. Son fils ne lui survit que de deux ans, duquel elle a un petit-fils extra-marital, Rinaldo di Durazzo. Sa fille, la princesse Jeanne, hérite du trône napolitain en 1414.